# Allée du Père-Julien-Dhuit
L'allée du Père-Julien-Dhuit est une voie du 20e arrondissement de Paris, en France.

## Situation et accès
L'allée du Père-Julien-Dhuit est une voie privée située dans le 20e arrondissement de Paris. Elle débute au 9, rue du Père-Julien-Dhuit et se termine au 17, rue des Envierges.

## Origine du nom

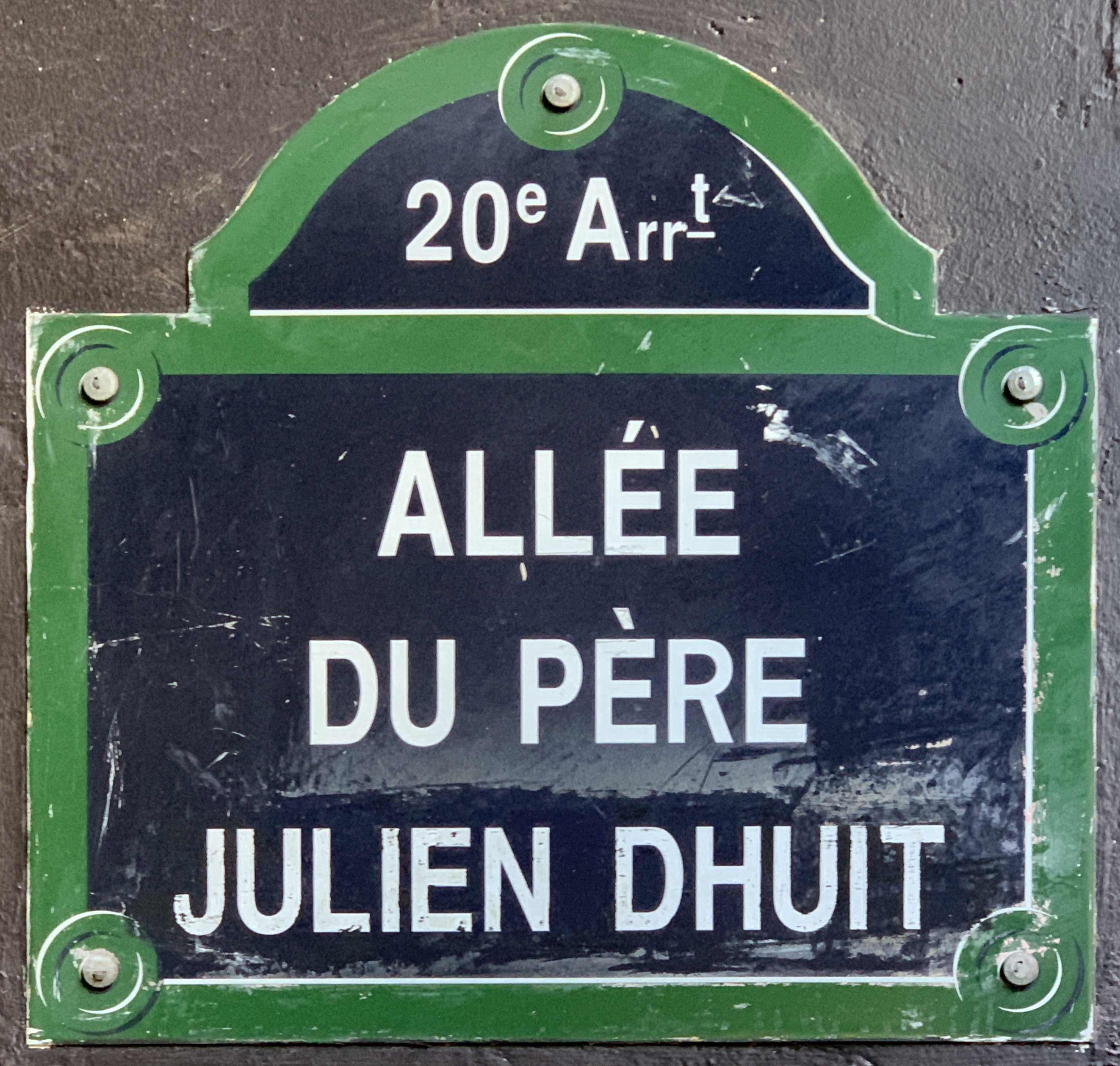
Plaque de l'allée.

Elle porte le nom du père Julien Dhuit (Chartres, 1872 – Binson-et-Orquigny, 11 septembre 1948). Prêtre en 1897, il fut chargé du patronage Saint-Pierre de Ménilmontant à Paris qu'il dirigea pendant quarante-cinq ans. Il fonda des colonies de vacances et participa à la fondation d'une école professionnelle.

## Historique
La voie est créée dans le cadre de l'aménagement de la ZAC Belleville et prend sa dénomination actuelle par un arrêté municipal du 15 juin 1989.